# La Quatrième Théorie politique
La Quatrième Théorie Politique : La Russie et les idées politiques au XXIe siècle (russe : Четвертая политическая теория) est un livre du philosophe et analyste politique russe Alexandre Douguine, publié en 2009 en russe et traduit en 2012 en français. Dans le livre, Douguine déclare qu'il revendique les fondements d'une idéologie politique entièrement nouvelle, la quatrième théorie politique, qui intègre et remplace la démocratie libérale, le marxisme et le fascisme. Dans cette théorie, le sujet principal de la politique n'est pas l'individualisme, la lutte des classes ou la nation, mais plutôt le Dasein (l'existence elle-même).

## Thèse

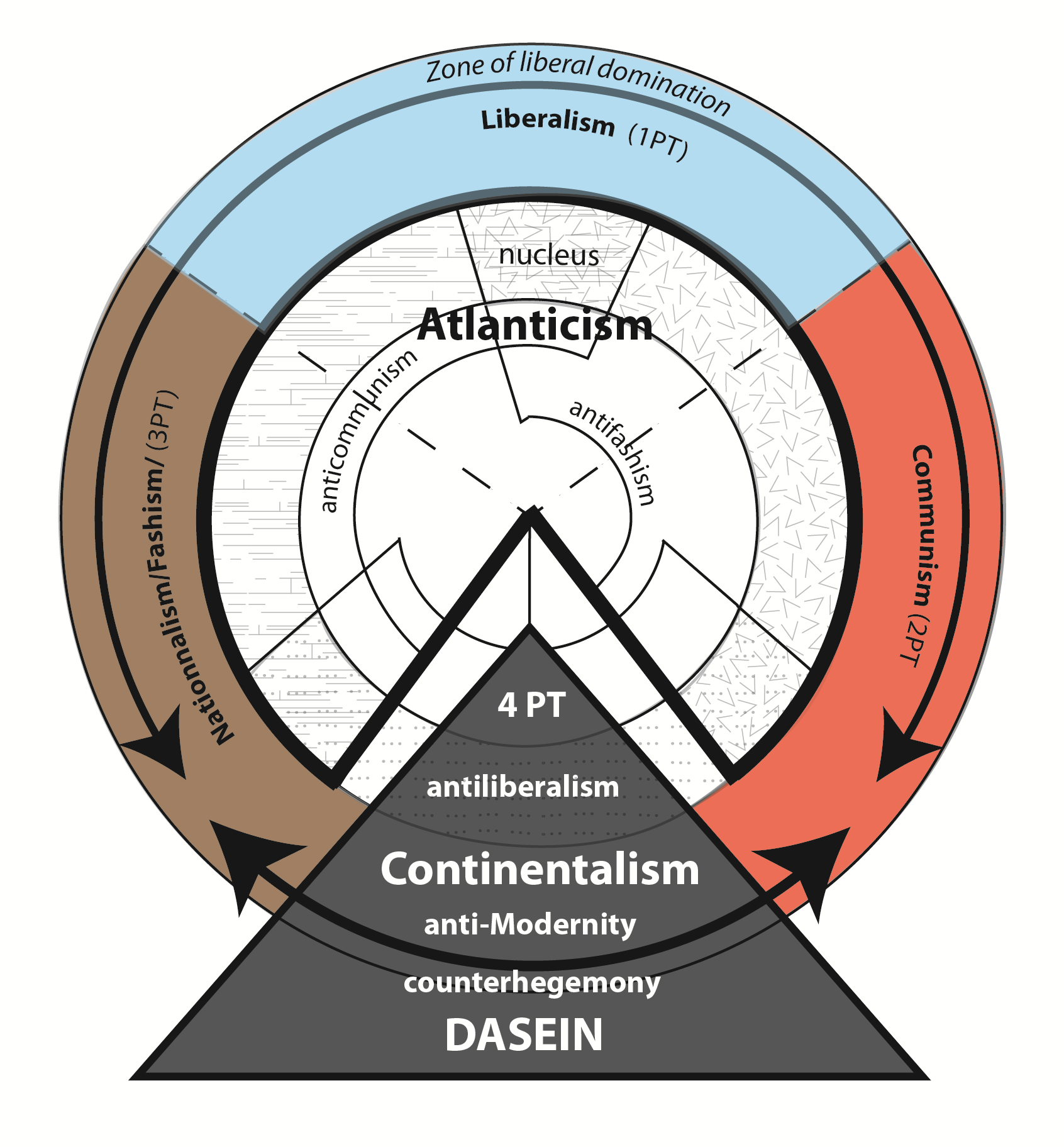
Schéma de la 4e théorie politique selon Alexandre Douguine

Dans le livre, Douguine déclare qu'il souhaite concevoir une théorie politique entièrement nouvelle pour remplacer ce qu'il identifie comme les trois théories politiques dominantes précédentes : le libéralisme, le fascisme et le communisme. Selon Douguine, son objectif est de prendre des éléments de ces trois éléments, de « neutraliser et décontaminer » les aspects négatifs tels que le racisme et de les intégrer dans cette nouvelle idéologie. Il qualifie cette idéologie de « théorie intemporelle et non moderne » valable pour toujours.
Douguine considère le libéralisme comme ayant « vaincu tous ses concurrents ». Il évoque la dérision du passé par les libéraux et le concept moderne de « progrès » comme étant gravement défectueux, allant jusqu'à le décrire comme du racisme et même un « génocide moral contre le passé ».
Parmi les trois autres théories politiques, il écarte les aspects qui lui paraissent inacceptables et met en avant ce qu’il considère comme les qualités positives. Il les combine pour former une nouvelle théorie politique basée sur « l'ethnos », la décrivant comme « la plus grande valeur de la Quatrième Théorie politique en tant que phénomène culturel ; en tant que communauté de langue, de croyance religieuse, de vie quotidienne et de partage de ressources et d'efforts ; en tant qu'entité organique ».

## Réception
Le chroniqueur du journal canadien The Globe and Mail, Doug Sanders, a cité le livre comme une source d'inspiration possible pour la politique russe lors d'événements tels que la guerre dans le Donbass.
Le journal catholique libéral américain Commonweal a défini l'œuvre comme un « mélange schizoïde d'ontologie de Martin Heidegger et de Gilles Deleuze, de relativisme postmoderne, de critique du libéralisme et de mégalomanie géopolitique ».
Ramón González Férriz, dans le journal numérique espagnol El Confidencial, exprime son inquiétude quant à l'influence du contenu de cet ouvrage dans les cercles d'extrême gauche et d'extrême droite ainsi que dans la politique russe.
Le groupe d'extrême droite brésilien Nova Resistência, revendique son adhésion à cette théorie et contribue à sa diffusion au Brésil.
Newsweek a accusé Steve Bannon, stratège en chef de la Maison Blanche et conseiller principal du président Donald Trump, d'avoir des liens idéologiques avec Dougine, ce que Dougine lui-même a confirmé et qui a été répété plus tard par The Independent, qui a noté comment la pensée de Dugin influence à la fois Poutine et le président turc Recep Tayyip Erdoğan.